# Cour des aides
Les cours des aides sont en France, sous l'Ancien Régime, des cours souveraines d'appel créées au XIVe siècle pour traiter les contentieux fiscaux, ayant existé, en discontinu, de 1355 à 1791 à Paris et en province.

## Présentation

### Création en 1355
Ce sont des tribunaux chargés de juger souverainement les affaires relatives à la levée des impôts et qui sont issus des neuf superintendants institués par les états généraux de 1355. La création d'une juridiction spécialisée en matière de contentieux fiscal s'est opérée graduellement, et non sans de nombreux repentirs de la part des autorités royales. En 1370, Jean de la Grange est nommé président de la cour des aides par le roi Charles V ; c'est le premier signalement connu de « généraux de la justice des aides ».

### Une institution royale
Charles V abolit la cour des aides sur son lit de mort en 1380. L'ordonnance de Vernon confiait en 1389 le contentieux des aides à trois généraux, tandis que trois autres devaient superviser la recette et la dépense de celles-ci, avant que les deux fonctions ne soient à nouveau réunies l'année suivante, et confiées à un collège de quatre généraux.
La cour des aides traversa difficilement les épreuves de l'invasion anglaise et de la guerre civile ; l'ordonnance cabochienne de 1413 réclama que ses effectifs fussent réduits à ceux de 1390, soit trois généraux assistés de trois conseillers.
La cour de Paris n'a laissé aucune trace d'activité entre 1416 et 1427.
Charles VII créa une cour des aides supplémentaire à Poitiers, en 1425 ; elle fusionna avec celle de Paris en 1436.
Louis XI supprima à nouveau la cour en 1462 et confia le contentieux fiscal aux maîtres des requêtes de l'hôtel. Ces derniers furent rapidement débordés par cette nouvelle charge de travail et dès 1464, la cour fut rétablie et retrouva ses locaux dans le Palais de la Cité, près de la Sainte-Chapelle basse et de la Chambre des comptes.
En 1477, elle fut relogée dans les « Chambres de la reine », au-dessus de la galerie aux Merciers, et y resta jusqu'à la fin de l'Ancien Régime.
Il existait jusqu'à la fin du XVIIe siècle un registre des plaidoiries depuis 1373 - aujourd'hui disparu.

### Des compétences élargies
Les cours des aides jugeaient en appel des décisions des juridictions d'exception de premier ressort spécialisées dans les affaires fiscales (élections, juges des traites, greniers à sel, bureaux de finances), avec quelques exceptions pour les créances et dettes de l'État notamment. 
Toutefois, les impôts les plus récents, établis de la seule autorité du roi (capitation, dixième, vingtième) leur échappaient, ce qui suscitait de leur part de vives remontrances, notamment celles de la cour des aides de Montauban.
Les cours des aides jugeaient également des privilèges fiscaux, donc notamment de la validité des titres de noblesse.
Au criminel, elles jugeaient des crimes et délits en violation des lois fiscales, qu'il s'agisse de la répression de la contrebande ou des abus commis par les gens des fermes.
Sur le plan administratif, elles participaient à la répartition de la taille.
Sur le terrain politique, elles procédaient à la vérification des lois fiscales et financières avec droit de remontrance.

### Une cour à Paris et douze en province
Le ressort de la cour des aides de Paris, qui s'est d'abord étendu à tout le royaume, fut comme celui du Parlement de Paris amputé par la création de nouvelles cours à Montpellier (1437/1467), puis à Rouen (1454/1483/1493), et dans d'autres villes de province. 

### Disparition
La cour des aides de Paris est définitivement supprimée le 22 janvier 1791.

## La cour des aides de Paris

### Organisation
À la fin du XVe siècle, la cour des aides de Paris comptait un président, quatre généraux, trois conseillers, un procureur général, un avocat du roi, un greffier et deux huissiers. Elle prononçait des arrêts sur toutes les affaires relatives aux finances extraordinaires, soit la gabelle, les aides sur la vente et la consommation, l'imposition foraine et la taille.
Les officiers de la cour des aides de Paris reçurent la noblesse au premier degré en 1645.

### Compétences
Elle recevait en appel les sentences des grenetiers, c’est-à-dire les employés des greniers à sel, ainsi que des élus, qui répartissaient entre les paroisses les impôts à collecter et jugeaient les litiges. Le contentieux relatif à l'attribution des offices de finance (pour les finances extraordinaires), aux fermes des droits indirects et aux exonérations fiscales constituait la plus grande part des affaires plaidées devant elle.
À partir de 1389, la cour juge en dernier ressort, au civil comme au pénal, et le roi ne cessa de réaffirmer le caractère souverain de ses arrêts face aux revendications des autres juridictions, et notamment le Parlement.
La cour des aides de Paris participa activement à tous les mouvements de contestation de l'absolutisme, pendant la Fronde, puis surtout à partir de 1756, sous la présidence de Malesherbes et jusqu'à sa suppression en 1771. Rétablie en novembre 1774.

## Les cours des aides en provinces

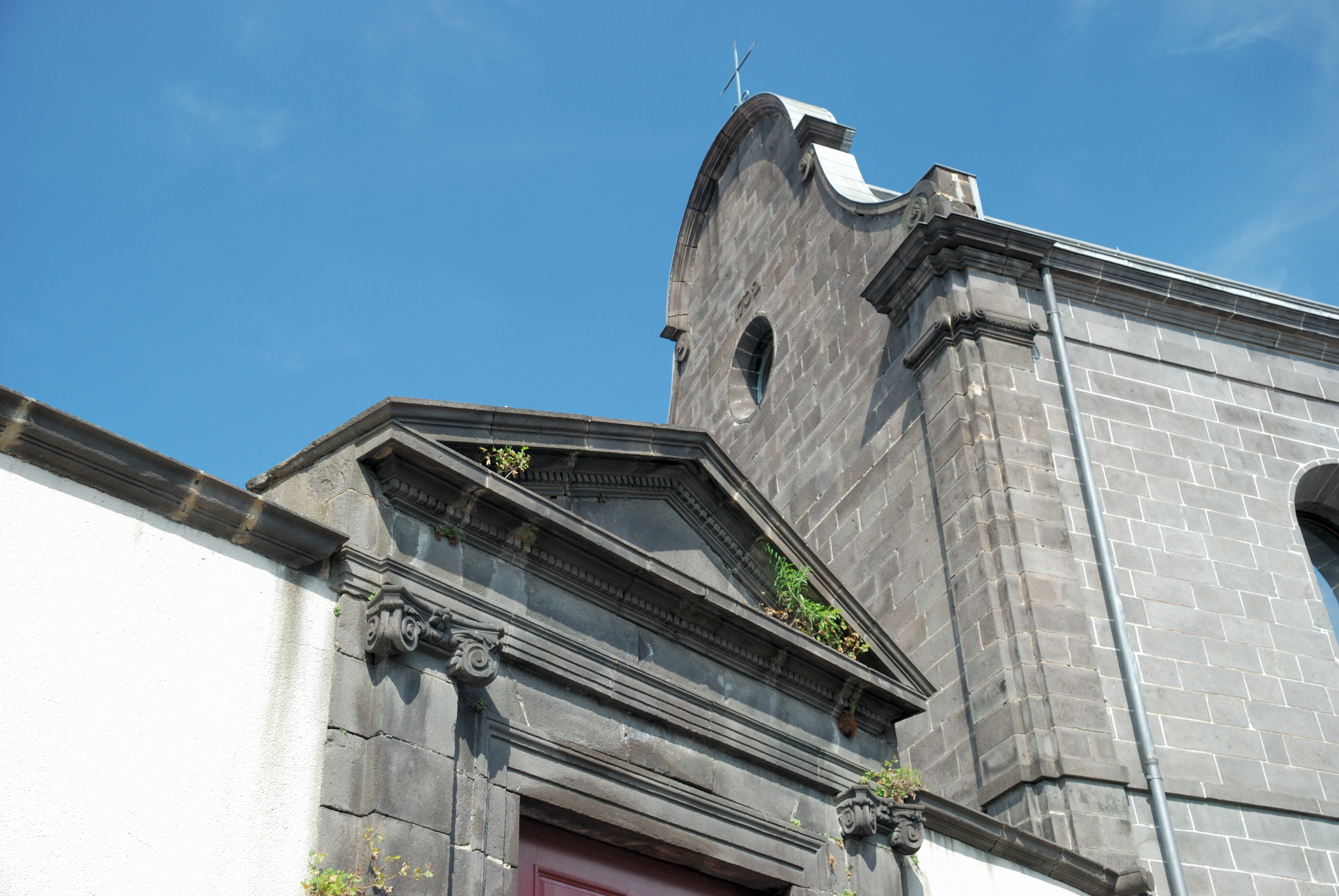
Cour des aides de Montferrand.

### Des cours liées à d'autres cours souveraines
À la fin de l'Ancien Régime, neuf des treize cours des aides créées par le pouvoir royal sont réunies à d'autres cours souveraines.  
Le ressort de la cour des aides de Paris correspond à celui du Parlement de Paris, l'Auvergne en moins, la Saintonge en plus. 
Les cours d'Aix, Montpellier, Rouen sont liées à une Chambre des comptes. Les cours de Besançon, Grenoble, Metz, Pau, Rennes sont liées à un Parlement. La cour des aides de Dijon a, quant à elle, été réunie successivement à la Chambre des comptes puis au Parlement.
De 1638 à 1641, un démembrement de la cour des aides de Rouen est créé à Caen.

### Trois cours autonomes
Les créations les plus récentes seront celles de Montferrand (1557), Bordeaux (1637) et Montauban (1661). Ces trois cours ne sont pas réunies aux Parlements et chambres de Comptes des mêmes villes. Les quatre autres étant autonomes (Paris, Clermont-Ferrand, Bordeaux, Montauban) car il avait paru imprudent de les réunir à des Parlements en rébellion contre le pouvoir royal. 

### Exceptions
Dans certaines provinces (Flandre, Artois), il n'y avait pas de cours des aides, le contentieux fiscal relevant des cours souveraines de droit commun.